# Họ Thanh phong
Họ Thanh phong (danh pháp khoa học: Sabiaceae) là một họ thực vật có hoa, có nguồn gốc ở khu vực nhiệt đới và ôn đới ấm ở miền đông và nam châu Á, Trung Mỹ và miền bắc Nam Mỹ.
Các hóa thạch của họ Sabiaceae được biết đến từ tầng Cenoman của kỷ Phấn Trắng, khoảng 98 triệu năm trước (Ma) cho chi Meliosma và tầng Turon (chi Sabia) ở châu Âu (Knobloch & Mai 1986). Anderson và ctv. (2005) cho rằng họ Sabiaceae đã xuất hiện vào khoảng 122-118 Ma cho các chi ở phần thân và 119-91 Ma cho các chi ở phần tán của cây phát sinh loài.
Trong hệ thống Cronquist thì họ này được đặt trong bộ Mao lương (Ranunculales), nhưng các phân loại mới hơn thì đặt nó là họ duy nhất của bộ Thanh phong (Sabiales) hay (như trong hệ thống APG II) không xếp nó vào bộ nào và đặt nó như là một trong các nhánh cơ sở của thực vật hai lá mầm thật sự. Trong hệ thống APG IV, họ này được đặt trong bộ Quắn hoa.
Họ này bao gồm khoảng 3 chi và khoảng 100-160 loài cây gỗ hay dây leo, trong đó chi Thanh phong (Sabia) thường là dây leo còn các chi như chi Bào hoa (Meliosma) và Ophiocaryon lại chủ yếu là cây gỗ hay cây bụi. Hai chi này đôi khi được xếp riêng thành họ Bào hoa (Meliosmaceae). Lá thường xanh (hoặc sớm rụng như ở vài loài chi Sabia) mọc so le, mép lá về cơ bản là nhẵn. Hoa lưỡng tính với bao hoa có đài và tràng hoa riêng biệt. Quả nhiều cùi thịt, không nứt hoặc nứt (chi Sabia) hay quả hạch 1 hạt nhiều cùi thịt, không nứt (chi Melosma và Ophiocaryon).

## Các chi
- Meliosma: Bào hoa, noãn mộc, phổi bò, mật sạ, kha nam, hương bì, sơn thanh, hồng sài chi, bút la tử v.v
- Ophiocaryon
- Sabia: Thanh phong, thanh phong đằng

## Lưu ý
1. ↑  Trên website của APG truy cập ngày 12 tháng 4 năm 2007 thì người ta lại công nhận bộ này.